# Comorin
Comorin és un cap a l'extrem sud de l'Índia, a Tamil Nadu a 08° 04′ 20″ N, 77° 35′ 35″ E / 8.07222°N,77.59306°E.
És l'inici de la cadena dels Ghats Occidentals que va cap al nord. El cap ja és esmentat al Periplus de la Mar Eritrea d'un grec anònim, que parla també d'un port que avui ha desaparegut. A la rodalia es troba la ciutat de Kanyakumari antiga Comorin o Cap Comorin (també Kumari) d'uns 20.000 habitants.